# Lydia Hung Wong
Lydia Fátima Hung Wong (Lima, 1953) es una pianista y pedagoga musical peruana de ascendencia china. Ha sido vicepresidenta de investigación y presidenta de la Comisión Organizadora de la Universidad Nacional de Música (UNM), directora de Fomento de las Artes del Ministerio de Cultura y directora ejecutiva del Patronato Peruano de la Música.Fue reconocida como Personalidad Meritoria de la Cultura por el Ministerio de Cultura y ha recibido el Premio Inmigración 2024 de la Asociación Peruano China (APCH).

## Formación académica
Desde su infancia, ella y sus hermanos fueron criados junto al arte desde la música clásica, el ballet y el teatro. Cuando Hung Wong tenía 5 años, su padre recibió un piano como pago de deuda. Por eso, a esa edad, Lydia Hung comenzó a tomar clases de piano en el, denominado hasta el 2017, Conservatorio Nacional de Música (luego, Universidad Nacional de Música).
El talento demostrado desde temprana edad hizo que su profesora, alumna del Conservatorio, la contactara con la pianista y maestra Luisa Negri, quien la preparó para su ingreso como estudiante del Conservatorio (CNM). Para la postulación, presentó un repertorio barroco, que incluyó una pieza de Anna Magdalena Bach. A las 6 años, empezó a estudiar becada en la sección anexa del CNM y a los 19 años se tituló como pianista y profesora de piano. Durante esta etapa, sus profesores fueron Enrique Iturriaga, Armando Sánchez Málaga, Celso Garrido Lecca y Edgar Valcárcel.Luego de este primer periodo de preparación, siguió estudios de perfeccionamiento en la Universidad de las Artes de Berlín por 12 años, donde obtuvo el diploma en Pedagogía del piano,y estudió flauta traversa.

## Trayectoria profesional
Después de sus estudios en Alemania, regresó a Perú. En el CNM, ha sido directora de Promoción y Actividades Musicales, y directora general del 2003 al 2006. En la etapa de la UNM, fue vicepresidenta de investigación de la Comisión Organizadora, y presidenta de la Comisión Organizadora del 2020 hasta febrero de 2025. Es directora ejecutiva ad honorem del Patronato Nacional de Música, para procurar encontrar fondos privados que financien la educación musical de niños de zonas alejadas. Fue directora de Fomento de las Artes en el Ministerio de Cultura.
En su período como presidenta de la Comisión Organizadora de la UNM, fue destituida por el Ministro de Educación, Óscar Becerra, del gobierno de la presidenta Dina Boluarte, el 12 de abril de 2023. Su reemplazo fue el biólogo y químico Jorge Leoncio Rivera Muñoz. Después de las protestas de los estudiantes en el frontis de la universidad, fue restituida el 21 de abril del 2023.El 12 de febrero de 2025, fue destituida, y en su lugar se designó al especialista forestal de la Universidad Nacional de Ucayali, Wilder Santiago Braul Gomero.
Fue profesora visitante en la Universidad de Kansas, en el Texas Conservatory for Young Artists en Dallas y en la Florida Gulf Coast University de Estados Unidos. Fue becada por el Servicio de Intercambio Académico Alemán para ser profesora visitante en escuelas superiores de Berlín, Múnich, Bonn y Colonia.
A fines de la década de 1990, fundó el Conjunto de Música Antigua de la PUCP, para difundir la música barroca peruana, del cual es directora y en donde toca el clavecín.Ha participado en conciertos hechos en el Perú y en el extranjero, en festivales realizados en Chile (Festival de Música Antigua de Calera de Tango, y el I Festival Internacional de Música Antigua de la Universidad de Santiago “Música Renacentista y Barroca Americana y Europea”), en México (XVIII Encuentro de Música Antigua), en Bolivia (Festival Internacional de Música Renacentista y Barroca Americana de las “Misiones de Chiquitos” en Santa Cruz de la Sierra), en Panamá (III Festival de Música Antigua), en Costa Rica (VIII Festival de Música Antigua) y en el II Festival del Barroco Latinoamericano del Cusco.
Participó en el Festival Internacional de Artes Musicales Académicas en Guayaquil (Ecuador) y en la Temporada de Conciertos Nisita en la Florida Gulf Coast University (EE. UU.).

## Reconocimientos
En 2023, recibió el reconocimiento Personalidad Meritoria de la Cultura, que lo brinda el Ministerio de Cultura, por su significativo aporte a la cultura y la música peruanas. En el 2024, la Asociación Peruano China (APCH) le hizo entrega del Premio Inmigración, como integrante destacada de la comunidad tusán en el Perú.